# Parafia Matki Boskiej Śnieżnej w Dąbrówce Dolnej
Parafia Matki Boskiej Śnieżnej – rzymskokatolicka parafia w Dąbrówce Dolnej. Parafia należy do dekanatu Zagwiździe w diecezji opolskiej.

## Historia parafii
Pierwsze dokumenty mówiące o miejscowości Dąbrówka Dolna pochodzą z 1607 roku. Mieszkańcy miejscowości przez wiele lat chodzili do kościoła w Fałkowicach, gdzie byli parafianami tamtejszej parafii św. Stanisława Biskupa w Fałkowicach. Taki stan istniał do 30. lat XX wieku. Z inicjatywy księdza Kubisa, budowę świątyni rozpoczęto wiosną 1932. 25 września 1932 odbyła się uroczystość poświęcenia i wmurowania kamienia węgielnego przez  proboszcza z Fałkowic księdza Goretzkiego. 15 września 1933 nowo wybudowany kościół w Dąbrówce Dolnej został konsekrowany i stał się kościołem filialnym parafii w Fałkowicach. 31 maja 1939 Kuria Biskupia we Wrocławiu zmieniła funkcje kościoła na parafialny, a jej pierwszym proboszczem został ks. Konrad Kowalczyk.
Od 2015 administratorem parafii jest ks. Edward Matusz.

## Liczebność i zasięg parafii
Do parafii należy 830 wiernych z miejscowości: Dąbrówka Dolna, Domaradzka Kuźnia, Młodnik, Paryż, Radomierowice, i Święciny. Do parafii należy kościół filialny Wniebowzięcia Najświętszej Maryi Panny w Radomierowicach.

### Szkoły i przedszkola
- Publiczne Przedszkole w Radomierowicach,
- Środowiskowy Hufiec Pracy w Dąbrówce Dolnej.

## Proboszczowie
- 1939 - 1961  ks. Konrad Kowalczyk,
- 1961 – 1970 ks. Józef Smolin
- 1970 – 1985 ks. Stanisław Bober
- 1985 – 1989 ks. Jan Czereda
- 1989 – 2000 ks. Edward Cebula
- 2000 – 2009 ks. Tadeusz Oślizło
- 2009 - 2015 ks. Ryszard Kościelny.
- 2015 - nadal ks. Edward Matusz - administrator

## Wspólnoty parafialne
- Ministranci,
- Wspólnota Dzieci Maryi,
- Schola parafialna,
- Róże Różańcowe,
- Parafialny Zespół Caritas.[2]